# Sempor Lor
Sempor Lor is een bestuurslaag in het regentschap Purbalingga van de provincie Midden-Java, Indonesië. Sempor Lor telt 1065 inwoners (volkstelling 2010).